# جوزپه پتزلا
جوزپه پتزلا (انگلیسی: Giuseppe Pezzella؛ زاده ۲۹ نوامبر ۱۹۹۷) یک بازیکن فوتبال اهل ایتالیا است که برای باشگاه پارما بازی می‌کند. 